# Yeisi Fuentes
Yeisi Fuentes (* 28. Januar 2001) ist eine panamaische Fußballspielerin.

## Karriere

### Nationalmannschaft
Bei der panamaischen A-Nationalmannschaft hatte sie ihr erstes bekanntes Spiel im Jahr 2022. Hier kam sie in der Qualifikation für die CONCACAF W Championship 2022 bei dem 8:0-Sieg über Belize zur zweiten Halbzeit als Einwechselspielerin für Karla Riley ins Spiel. Kurze Zeit später erzielte sie in der 52. Minute auch noch das zwischenzeitliche 6:0.